# Las Marinas (Roquetas de Mar)
Las Marinas es una localidad y pedanía española perteneciente al municipio de Roquetas de Mar, en la provincia de Almería. Está situada en la parte suroriental de la comarca del Poniente Almeriense.

## Historia
La localidad fue fundada en 1958 por el Instituto Nacional de Colonización.
El arquitecto, el madrileño José Luis Fernández del Amor, que destacó por unificar la arquitectura popular con las nuevas tendencias artísticas, construyó un total de 62 viviendas en dos fases, 1958 y 1962. Su plano tiene una estructura clara, con un núcleo en el que se sitúa un bulevar rodeado por la iglesia, edificios administrativos y dependencias para el ocio, la artesanía y el comercio. En su entorno se disponen sucesivas manzanas de casas de una o dos plantas con pequeñas parcelas adosadas de distintos tamaños, que se entregaban a los colonos dependiendo de la dimensión de la familia que la ocuparía.
Después llegó una primera oleada de población inmigrante nacional procedente, sobre todo, de pueblos limítrofes y de la comarca de La Alpujarra. Paralelamente, a escasos kilómetros, se comienza a urbanizar la costa para un uso eminentemente turístico, surgiendo la urbanización de Roquetas de Mar.

## Iglesia
La iglesia parroquia de Nuestra Señora del Mar de Las Marinas, fue construida en 1958, con la llegada de los primeros colonos.
El templo alberga la imagen de La Virgen del Mar cuyas fiestas se celebran desde el 3 de julio hasta el 7 de julio.

## Servicios

### Centros educativos
La pedanía cuenta con 5 centros educativos:
- 1 guardería, (escuela infantil Las Marinas)

- 2 colegios, el CEIP Las Marinas y CEIP Gabriel Cara

- 1 SESO, sección de educación secundaria obligatoria del IES Las Marinas, desde 2022. En la actualidad cuenta con niveles hasta 3° ESO (en 2024).

- 1 instituto, IES Las Marinas, con en torno a 800 alumnos de más de 26 nacionalidades distintas.[cita requerida]

Estos centros atienden además alumnos de otros localidades cercanas como Buenavista, la urbanización de Roquetas de Mar y El Solanillo.

### Mercado de abastos
Fue construido en el año 1988 y remodelado en el año 2017. Se encuentra en la Av. Las Marinas. Cuenta con 16 puestos, con distintas actividades de venta de alimentos y cafetería.

## Demografía
Según el Instituto Nacional de Estadística de España, en el año 2019 Las Marinas contaba con 4.329 habitantes censados, lo que representa el 4,47% de la población total del municipio.

## Fiestas
Las fiestas de Las Marinas se celebran del 3 al 7 de julio. Durante estos días el barrio de Las Marinas celebra la festividad en honor a Nuestra Señora Virgen del Mar con diferentes actos religiosos, así como actividades recreativas y lúdicas para todos los públicos.